# アシュラ (映画)
『アシュラ』（原題：아수라）は、2016年公開の韓国映画。韓国では青少年観覧不可作品において、公開初週成績歴代NO.1を記録した。

## ストーリー
刑事のドギョン（チョン・ウソン）は末期がんである妻の治療費を稼ぐため、アンナム市の市長であるソンベ（ファン・ジョンミン）の利権にかかわる犯罪行為の後始末を一手に引き受けていた。市長の不正を追及する検事のキム・チャイン（クァク・ドウォン）はドギョンの犯罪行為の証拠を掴み、それをネタに市長の犯罪行為に関する証拠を持ってこいとドギョンを脅す。市長と検察との間で板挟みにされる中で、ドギョンはさらなる深みにはまっていく。

## キャスト
※括弧内は日本語吹替担当声優。
- ハン・ドギョン：チョン・ウソン（桐本拓哉）
- パク・ソンべ：ファン・ジョンミン（高木渉）
- ムン・ソンモ：チュ・ジフン（浪川大輔）
- キム・チャイン：クァク・ドウォン（楠大典）
- ト・チャンハク：チョン・マンシク（朝鮮語版）（坂詰貴之）
- テ・ビョンジョ：キム・ヘゴン
- 棒切れ：キム・ウォネ（渡辺穣）
- チョン・ユニ：オ・ヨナ（逢沢ゆりか）
- チャ・スンミ：ユン・ジヘ（小若和郁那）

## 受賞

### 2016年度
- 第37回青龍映画賞：人気スター賞（チョン・ウソン）
- 第37回青龍映画賞：撮影賞（イ・モゲ）
- 第37回青龍映画賞：照明賞（イ・ソンファン）
- 第36回韓国映画評論家協会賞：10大映画賞
- 第26回釜日映画賞：最優秀監督賞（キム・ソンス）
- 第17回釜山映画評論家協会賞：男性演技者賞（チョン・ウソン）
- 第17回釜山映画評論家協会賞：技術賞（イ・モゲ）
- 第6回マリ・クレール映画祭：パイオニア賞（チョン・ウソン）